# Convento di San Francesco (Conegliano)
Il convento di San Francesco è un ex complesso conventuale di Conegliano, arroccato poco sopra la Contrada Granda, tra l'antica cinta muraria est (mura della Castagnera) e il sentiero della Madonna della Neve.
Il convento di San Francesco è uno dei maggiori centri culturali della città veneta, un tempo religioso, oggi civile.

## Storia
Il complesso francescano risale al 1411, quando i frati, già presenti nel territorio di Conegliano dal Duecento, decisero di spostarsi in un luogo protetto entro le mura, per sfuggire alle continue razzie e alle distruzioni cui erano vittima.
Annessa al monastero era stata costruita una grande chiesa dedicata al santo protettore con relativo chiostro, edifici che furono abbattuti nel primo Ottocento dagli uomini di Napoleone, dopo essere stati da loro sfruttati come ospedale durante l'invasione del Veneto.
All'interno della Pinacoteca di Brera è conservata la tavola di Cima da Conegliano raffigurante "San Pietro in trono con San Giovanni Battista e San Paolo" un tempo di proprietà del Convento. 
L'ex convento, dopo aver subito quasi due secoli di decadenza, ha beneficiato di un restauro integrale negli anni duemila, diventando un prestigioso luogo di congressi e centro internazionale residenziale per studi post-universitari, utilizzato da Aziende e Università di tutto il mondo. La gestione è affidata alla Fondazione Cassamarca.